# Eduardo Chillida
Pour les articles homonymes, voir Chillida.
Eduardo Chillida Juantegui, né le 10 janvier 1924 à Saint-Sébastien en Espagne et mort le 19 août 2002 dans la même ville, est un sculpteur et graveur basque espagnol.

## Biographie
Eduardo Chillida naît le 10 janvier 1924 à Saint-Sébastien, dans le pays basque espagnol.
Avant de devenir artiste, Eduardo Chillida est gardien de but de la Real Sociedad. À cause d'une blessure aux ménisques, il doit mettre un terme à sa carrière.
De 1943 à 1947, Eduardo Chillida étudie l'architecture à Madrid. En 1947, il abandonne l'architecture et fréquente l'Académie des Beaux-Arts à Madrid. Il décide alors de se consacrer à la sculpture et expose à Paris dès le début des années 1950 (première exposition en 1949 au Salon de mai), et s'installe au Pavillon espagnol de la Cité universitaire. Il y fait la connaissance de Brâncuși et des peintres et sculpteurs espagnols Antoni Tàpies, Marino di Teana, Xavier Oriach, Baltasar Lobo, Ginés Parra, Orlando Pelayo, et Pablo Palazuelo. Cette même année, il retourne à Saint-Sébastien pour y épouser Pili de Belzunce et participe à une exposition collective à la galerie Maeght. En 1951, il fait sa première sculpture en fer, Ilarik, installée à Saint-Sébastien.
En 1954, il fait sa première exposition personnelle à la Galerie Clan, à Madrid. Cette même année, il sculpte les portes en bas-relief de la basilique des moines franciscains d'Arantzazu. En 1955, il exécute une sculpture en pierre pour commémorer Sir Alexander Fleming à Saint-Sébastien. En 1956, a lieu sa première grande exposition à la Galerie Maeght, Paris, et devient un des artistes de la Galerie. En 1958, il expose au Pavillon espagnol à la Biennale de Venise, et fait son premier voyage aux États-Unis, où il participe à une exposition au musée Solomon R. Guggenheim, et au Pittsburgh Museum of Art, Carnegie Institution. Il reçoit le prix de la fondation Graham, ainsi que le prix Kandinsky par Nina Kandinsky en 1961. En 1962, il fait une exposition personnelle au Kunsthalle de Bâle et participe à l'exposition « Trois espagnols : Picasso, Miró, Chillida » du musée des beaux-arts de Houston. En 1964, il expose une fois encore à la Galerie Maeght, reçoit le prix Carnegie pour la sculpture au Pittsburgh International et participe à une exposition collective à la galerie Tate. En 1965, il expose à la galerie Mc Roberts and Tunnard, Londres.
Gaston Bachelard le surnommait « le forgeron » en raison de son goût pour les sculptures monumentales en métal. Chillida a aussi travaillé d'autres matériaux : le bois, le fer, le granit et les matériaux plus contemporains comme le béton et l'acier corten. Ses œuvres sur papier sont une part importante de sa création. À l'encre, au crayon, ou à travers la technique de la gravure, ses œuvres suivent le même principe que ses sculptures. Pour créer différents niveaux dans ses œuvres, Chillida utilise le découpage et le collage de papier journal, papier d'emballage, etc. Il peut aussi trouer les supports papier, les maintenir ensemble avec des ficelles.
L'artiste a obtenu de nombreux prix pour ses estampes (gravures à l'eau forte) et pour ses sculptures. En 1998, le musée Reina Sofía de Madrid lui consacre une grande exposition. C'est le Kunsthaus de Zurich qui lui accorde sa première exposition rétrospective en 1969.
Chillida meurt en 2002, après avoir souffert d'une longue maladie ; il avait déjà été hospitalisé pour une pneumonie et souffrait par ailleurs de la maladie d'Alzheimer,.
Ses œuvres, sculptures, dessins, gravures, livres illustrés, font partie des grandes collections privées et publiques à travers le monde. Le musée Chillida (es), à Hernani, près de Saint-Sébastien, abrite une quarantaine d'œuvres dans un espace en plein air au sein d'une propriété du XVIe siècle. Fermé au public depuis le 1er janvier 2011, il est rouvert le 17 avril 2019.

## Distinctions
- Pour le Mérite

## Œuvres
Utilisant sa formation d'architecte, les sculptures de Chillida sont en relation avec l'architecture ("Construire, c’est construire dans l’espace. C’est de la sculpture, et d’une manière générale de la sculpture et de l’architecture"). Petites ou grandes, situé dans l'espace public ou dans un musée, ces œuvres portent en elles la même ampleur monumentale. Forgée dans des matériaux solides (acier, fer ou pierre par exemple), chacune paraît s'emboiter dans l'espace qui l'entoure. Comme les pièces d'un puzzle géant, les sculptures semblent attendre le dernier morceau qui viendra parachever la forme, les discontinuités étant des éléments positifs et unifiants. Il déclarera à ce propos : « J’aime le net et le découpé, avec des écarts, des retournements qui créent la distance, provoquent ces silences ou ces vides, comme on voudra, où la forme peut vibrer. ». Aussi, quand l'artiste travaille son œuvre, il a une personne en tête, ce qui fait que les sculptures sont souvent conçus comme des commémorations à des idées ou des personnes spécifiques (par exemple, How Profound is the air (1996, musée Guggenheim de Bilbao) fait référence à un vers du poète espagnol Jorge Guillén).
Exemples d'œuvres de Chillida :
- Arbre et Ikaraundi (Musée de Grenoble) ;
- Le Peigne du Vent (Saint-Sébastien (Espagne)) ;
- Plaza de los Fueros, en collaboration avec l'architecte Peña Ganchegui à Vitoria-Gasteiz ;
- De Musica II, 1988, Fondation Pierre Gianadda, parc de sculptures, Martigny, Suisse ;
- Elogi de l'Aigua, dans le parc de la Creueta del Coll, à Barcelone.

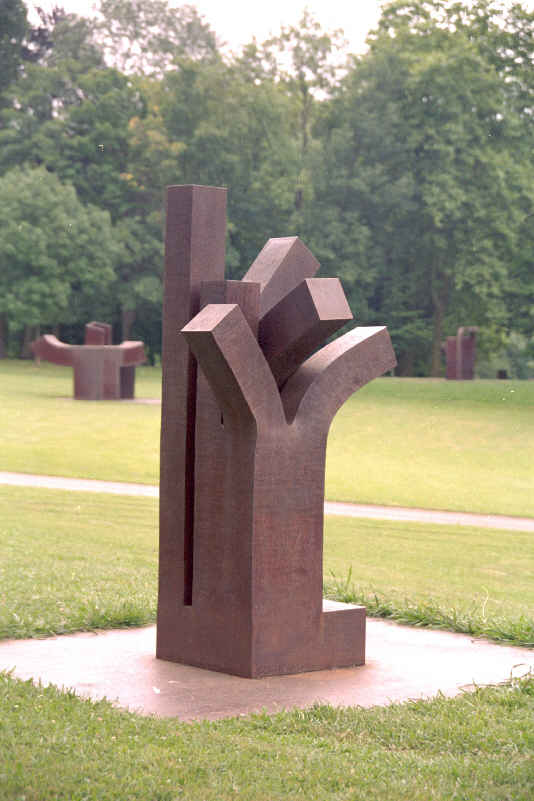
Musée Chillida
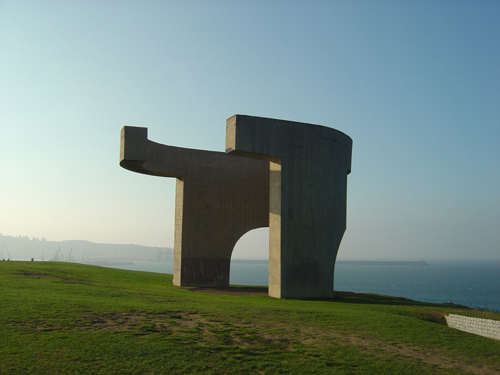
Elogio del horizonte
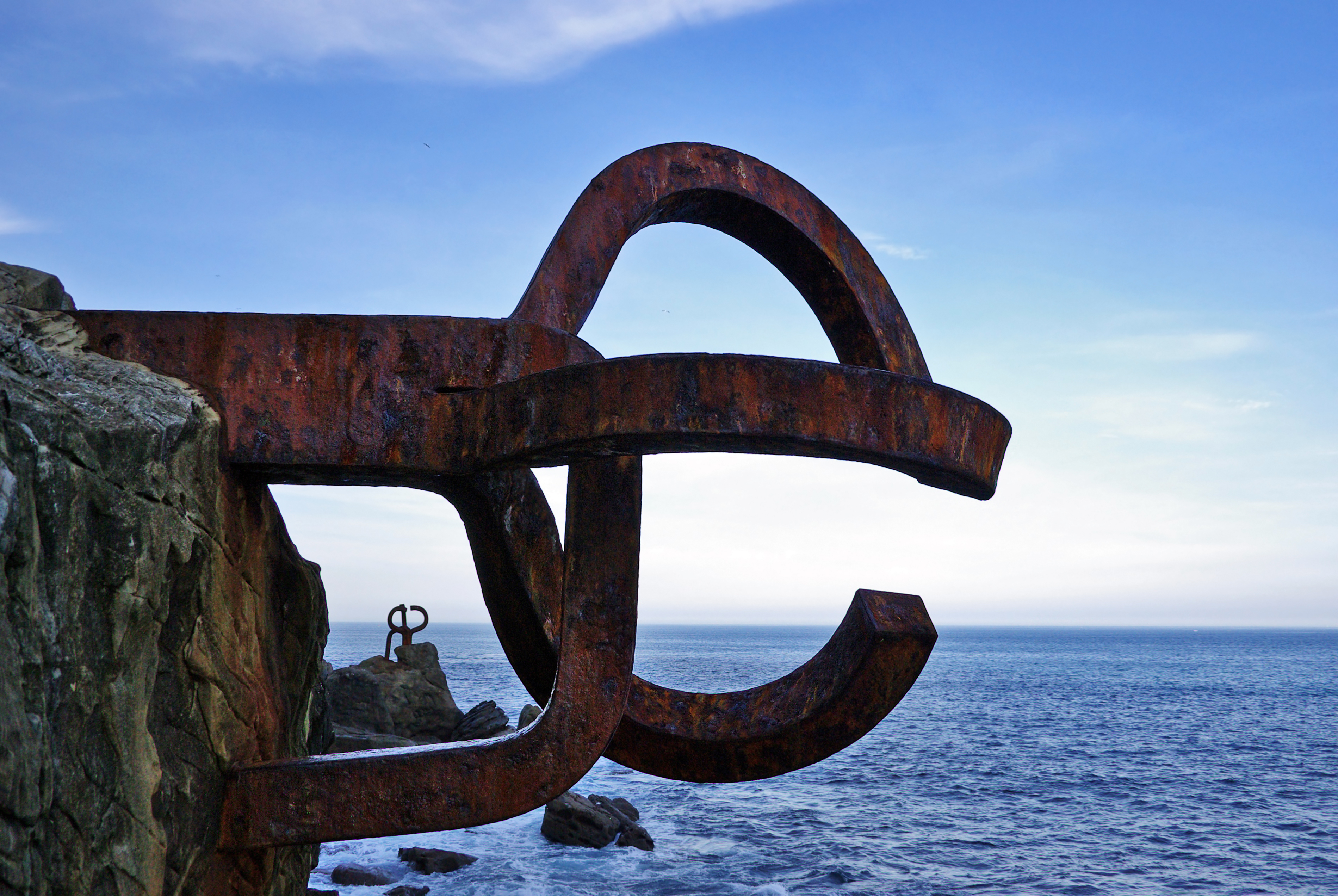
Le Peigne du Vent, à Saint-Sébastien (Baie de la Concha
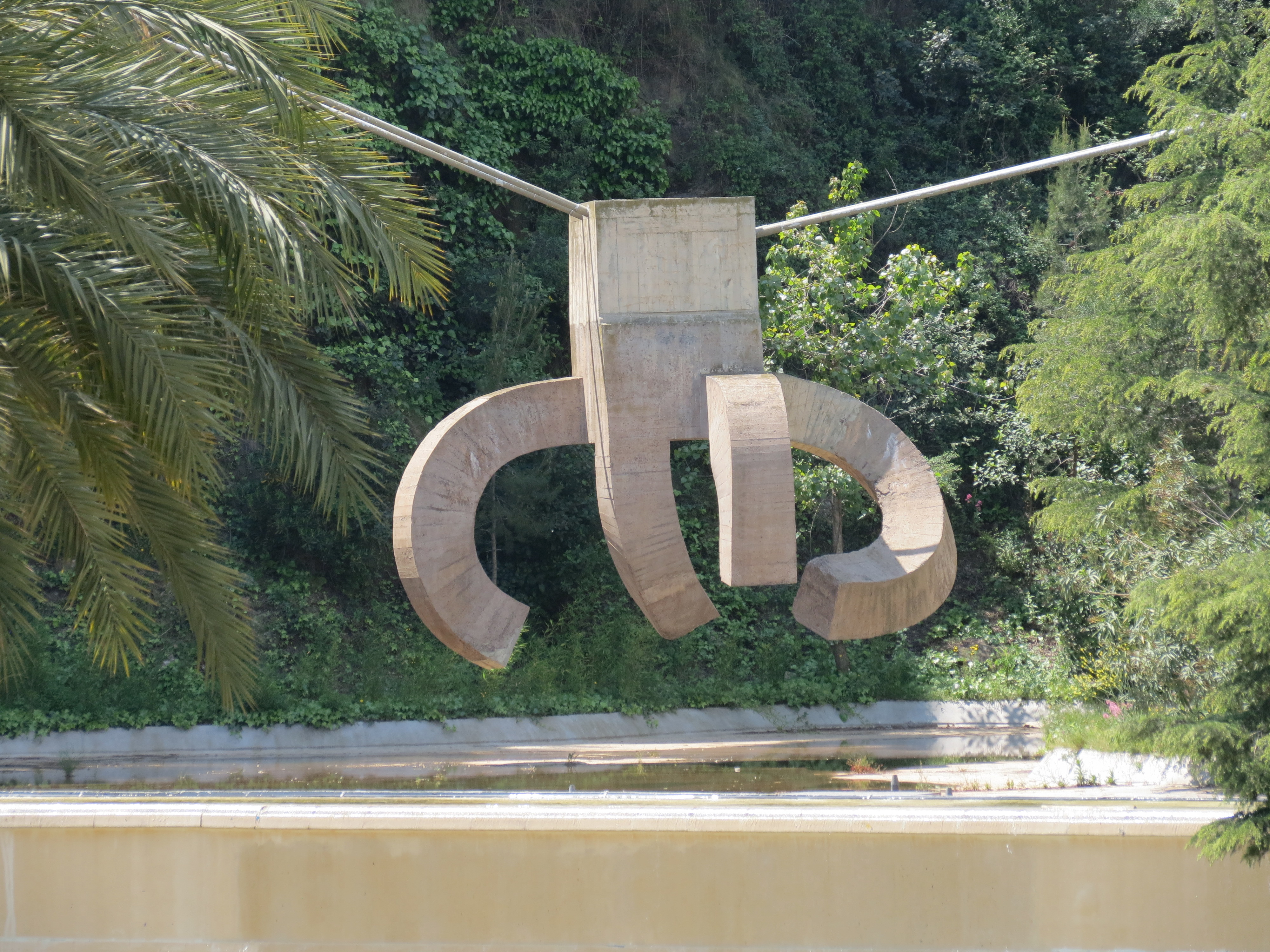
Elogi de l'Aigua, dans le parc de la Creueta del Coll, à Barcelone

## Autres expositions, prix et travaux notoires
- 1966
  - Importante exposition au Musée Wilhelm-LehmbruckReçoit le Prix Wilhelm-Lehmbruck
  - Reçoit le Prix Nordrhein-Westfalen à Düsseldorf
  - Travaille sur la monumentale sculpture en granit Abesti gogora V pour le Museum of Fine Arts in Houston
  - Rétrospective itinérante aux États-Unis
- 1968 
  - Expositions à la galerie Maeght et à la Galerie Im Erker à Saint-Gall
  - Expose de nombreuses sculptures pour l'inauguration de documenta 4 à Cassel
- 1969 
  - Exposition à Bâle au Kunstmuseum Basel
  - Rétrospective à Zürich, au Kunsthaus Zurich, puis au Stedelijk Museum d'Amsterdam
- 1970 
  - Commande par la Banque Mondiale de Washington de la très grande sculpture Autour du vide V
  - Galerie Maeght, Paris
- 1971 
  - Installe la sculpture Monumento devant l'immeuble Thyssen à Düsseldorf
- 1972 
  - Première rétrospective de l'œuvre graphique au Musée Ulm, Allemagne
- 1973 
  - Galerie Maeght, Zürich
  - Galerie Maeght, Paris
  - Galerie Wünsche, Hambourg
- 1974 
  - Galeria 42, Barcelone
  - Galerie d'art moderne, Bâle
  - Hastings Gallery, Spanish Institute, New York
- 1975 
  - Galerie Nouvelles Images, La Haye
  - Galerie International de Arte
- 1977 
  - Rétrospective de l'œuvre graphique à Madrid, à la Galerie Iolas Velascos, puis au Musée Durango, Pampelune, Harvard, au Carpenter Center Visual Arts
  - Participe à l'exposition «Art in Progress», Munich
  - Création des « Peignes du Vents » sur la baie de San Sebastian
- 1978 
  - Exposition à la Galerie Maeght, Zürich et à la Galerie Schmela à Düsseldorf
  - Partage avec Willem de Kooning le Prix Andrew W. Mellon
- 1979 
  - Rétrospective au Carnegie Institute, Pittsburgh Museum of Art
- 1980 
  - Rétrospective au musée Salomon R. Guggenheim de New York
  - Exposition à Madrid au Palais de Cristal
  - Exposition à la Galerie Maeght, Barcelone
  - Exposition à la Galerie Maeght, Paris
- 1981 
  - Rétrospective au Museo de Bellas Artes, Bilbao
  - Expositions à Hanovre, au Kestner Gesseschaft et la Galerie Marghescu, à Francfort à la Galerie Ostertag, à Atlanta à la Galerie Frances Aronson
  - Il reçoit la Médaille d'or du mérite des beaux-arts par le Ministère de l'Éducation, de la Culture et des Sports[8].
- 1982 
  - Exposition à Bäle, Galerie Beyeler
  - Exposition collective au Palais de las Alhajas à Madrid
  - Reçoit le Prix Pendo Verlag à la Galerie Maeght Zürich
- 1983 
  - Exposition à la Galerie Meyer Ellinger, Francfort et à la Maison de Goya à Bordeaux
  - Est élu Académicien par The Royal Academy of Arts à Londres et reçoit le Prix Europe des arts plastiques à Strasbourg
- 1984
  - Création de la Fondation Chillida au Caserio Zabalaga, Hernani (Guipuzcoa)
  - Exposition à la Galerie Forsblom, Helsinskii
  - Exposition à la galerie Brusberg, Hanovre
  - Exposition à la galerie Adrien Maeght, Paris
  - Reçoit du Gouvernement Français le Grand Prix National des Arts pour la Sculpture
- 1985 
  - Participe à Europalia 85 au Musée d'Art Moderne de Bruxelles où il expose avec Tàpies
  - Expose à Zürich, Londres, Luxembourg, La Jolla et New York au Salomon R. Guggenheim Museum
- 1986 
  - Reçoit le Prix de la Revista Euzkadi à Bilbao
  - Expositions à la Fondation Miró à Barcelone, Madrid, Bilbao, Linz, Chicago et La Jolla
- 1987 
  - Expositions à Barcelone, Bilbao, Saint-Sébastien, Léon, Plorzheim en Allemagne, Vienne et Lugano
  - Reçoit le Prix des Arts du Prince des Asturies à Madrid et le Prix Laurent-le-Magnifique à Florence
- 1988 
  - Participe à la 43e Biennale de Venise
  - Expositions Galerie Lelong, Zürich
  - Reçoit l'ordre des Sciences et des Arts décerné par le Gouvernement allemand, succédant ainsi à Henri Moore
  - Première exposition avec « Gravitaciones »
- 1989 
  - Rétrospective des dessins et collages au Kunstmuseum de Bonn, puis au Westfalische Landesmuseum de Münster
  - Exposition à New York, Sydney Janis Gallery
  - Exposition à Helsinki, Galerie Kai Forsblom
- 1990 
  - Exposition à la Hayward Gallery, Londres
  - Importante exposition à la 44e Biennale de Venise
  - Exposition à la Galerie Lelong, Paris
- 1991 
  - Chillida reçoit le Prix Impérial créé par la Japan Art Association
  - Exposition au Musée Gropius Galerie Springer, Berlin
  - Real Academia de Bellas Artes, Madrid,
  - Galerie Baks, La Haye,
  - Kunsthalle, Bâle,
  - Palais Revillagigedo, Gijon
  - Galerie Meyer Ellinger, Francfort,
  - Galerie Maese Nicolas, Léon,
  - Galerie Rikalde, Bilbao
- 1992 
  - Rétrospective au Palais Miramar, Saint-Sébastien
  - Exposition au Musée Picasso, Antibes
  - Galerie Tokoro, Tokyo
  - Annely Juda Fine Art, Londres
- 1993 
  - Rétrospective au Schirn Kunsthalle, Francfort
- 1994 
  - Est nommé Membre d'honneur de l'Académie des Beaux-Arts de San Fernando, Madrid
  - Expositions à Berlin, Luxembourg, Madrid, Barcelone
- 1995 
  - Exposition à la galerie Annely Juda, Londres
  - Galerie Lelong, Paris
  - Galerie Fernandez, Madrid
- 1997 
  - Galeria Barcelona, Barcelone
- 1998 
  - Exposition Itinérante en Italie
  - IVAM, Valencia
  - Rétrospective au Centro de Arte Reina Sofia, Madrid
  - Museum Würth
- 1999 
  - Galerie Lelong, Paris
  - Rétrospective au Musée Guggenheim, Bilbao
- 2000 
  - Ouverture du Musée Chillida – Leku, Hernani (Guipuzcoa) Galerie Lelong, Zurich
- 2001 
  - Exposition « Chillida, Gravures – Quatre décennies » au Ernst-Barlach-Museum à Hambourg et au Liner Museum d'Appenzell
  - Museum Schloss Moyland, Allemagne
  - Nommé membre de l'Académie des Beaux Arts, Paris
  - Rétrospective à la Galerie Nationale du Jeu de Paume, Paris. Exposition itinérante.
- 2002 
  - Récompensé pour l'ensemble de son œuvre par la Médaille des Arts de l'Académie d'Architecture de Paris
- 2003 
  - Royal Academy of Arts, Londres
  - Maison Centre Pompidou, Cajarc
  - Museo Chillida-Leku, Hernani, Espagne
  - Rétrospective au State Hermitage Museum, St Petersburg
  - Rétrospective, Yorkshire Sculpture Park, Wakefield, Grande-Bretagne
  - Cinquante ans de dessins, Annely Juda Fine Art, Londres
  - Rétrospective à la Fundació Joan Miró, Barcelone
  - City Art Museum, Helsinki
  - Museo Chillida-Leku, Hernani, Espagne
- 2004 
  - Galerie Stefan Röpke, Köln
  - Galerie A, Spalemberg, Basile
  - Medals, IVAM, Centro Julio Gonzalez, Valencia
  - Galeria Barcelona, Barcelone
  - Fundacion Caixa Galicia, Santiago de Compostela
  - Centro Cultural de Benalmadena, Espagne
  - Galerie Lelong, Zürich
  - Centre d'Arts Plastiques, Royan
  - Galerie Lelong, Paris
  - Sala Banco Herrero, Oviedo, Espagne
- 2005 
  - Lonja de Zaragoza, Espagne
  - Monasterio de Santo Domingo de Silos, Burgos, Espagne
  - Fundacion MAPFRE Guanartemes, Las Palmas de Gran Canaria, Espagne
  - Ronda, Malaga, Espagne
  - ArquiEscultura, Guggenheim, Bilbao
  - Maestros del Collage. De Picasso a Rauschenberg, Fundacion Miro, Barcelone
- 2011
  - Fondation Maeght, Saint-Paul-de-Vence, France
- 2017
  - Galerie Lelong, Paris - France
- 2018
  - La gravedad insistente, Les Abattoirs, Toulouse - France

### Vidéographie
- Le Sculpteur Eduardo Chillida - Lutter contre la gravité (Poesie und Konstruktion - Der Bildhauer Eduardo Chillida) de Christoph Goldmann et Leif Karpe, documentaire 53'